# Hygrotus polonicus
Hygrotus polonicus är en skalbaggsart som först beskrevs av Aubé 1842.  Hygrotus polonicus ingår i släktet Hygrotus och familjen dykare.

## Underarter
Arten delas in i följande underarter:
- H. p. polonicus
- H. p. sahlbergi